# Bram Lomans
Bram Lomans, né le 19 avril 1975 à Rosendael, est un joueur néerlandais de hockey sur gazon.

## Palmarès
- Médaille d'or aux Jeux olympiques d'Atlanta en 1996
- Médaille d'or aux Jeux olympiques de Sydney en 2000[1]